# جک جانسون
جک جانسون (انگلیسی: Jack Johnson; ۳۱ مارس ۱۸۷۸ – ۱۰ ژوئن ۱۹۴۶) بوکسور آمریکایی بود که در اوج دوران قوانین جیم کرو، اولین قهرمان سیاه‌پوست بوکس سنگین‌وزن جهان (۱۹۰۸–۱۹۱۵) شد. او به‌طور گسترده به عنوان یکی از تأثیرگذارترین بوکسورهای تاریخ شناخته می‌شود و مبارزه او در سال ۱۹۱۰ با جیمز جی. جفریس «مبارزه قرن» نام گرفت. به گفته کن برنز، فیلمساز، «برای بیش از سیزده سال، جک جانسون مشهورترین و بدنام‌ترین آفریقایی-آمریکایی روی زمین بود». او با فراتر رفتن از بوکس، بخشی از فرهنگ و تاریخ نژادپرستی در ایالات متحده آمریکا شد.
در سال ۱۹۱۲، جانسون یک رستوران و کلوپ شبانه موفق و مجلل افتتاح کرد که بخشی از آن توسط همسرش، یک زن سفیدپوست اداره می‌شد. روزنامه‌های بزرگ آن زمان ادعا کردند که جانسون تنها پس از اینکه به عنوان یک مرد سیاهپوست با یک زن سفیدپوست ازدواج کرده بود، مورد حمله دولت قرار گرفت و با زنان سفیدپوست دیگر مرتبط شد. جانسون به اتهام نقض قانون مان دستگیر شد - ممنوعیت انتقال یک زن از طریق خطوط ایالتی برای «اهداف غیراخلاقی» - اتهامی با انگیزه نژادی که او را درگیر جنجال برای روابطش، از جمله ازدواج، با زنان سفیدپوست کرد. جانسون که به یک سال زندان محکوم شد، از کشور گریخت و به مدت هفت سال در مسابقات بوکس در خارج از کشور شرکت کرد تا اینکه در سال ۱۹۲۰ محکومیت خود را در ندامتگاه فدرال در لیونورث گذراند. جانسون سال‌ها به دعواهای حقوقی ادامه داد و چندین تجارت دیگر از جمله معاملات پرسود حمایتی را اداره کرد. او در سال ۱۹۴۶ در سن ۶۸ سالگی در یک تصادف رانندگی درگذشت. او در گورستان گریسلند در شیکاگو به خاک سپرده شده‌است. در سال ۲۰۱۸ جانسون به‌طور رسمی توسط رئیس‌جمهور ایالات متحده دونالد ترامپ مورد عفو قرار گرفت.

## اقتباس‌ها
- در سال ۲۰۰۵، کن برنز، فیلمساز، مستندی دو قسمتی دربارهٔ زندگی جانسون به نام سیاهی نابخشودنی: ظهور و سقوط جک جانسون را بر اساس کتاب غیرداستانی به همین نام در سال ۲۰۰۴ توسط جفری سی وارد و با موسیقی وینتون مارسالیس تولید کرد. این کتاب برنده کتاب ورزشی سال ویلیام هیل (۲۰۰۶) شد.
- رمان گرافیکی با عنوان؛ آخرین روی پاهایش: جک جانسون و نبرد قرن (انگلیسی: Last On His Feet: Jack Johnson and the Battle of the Century) نوشته آدریان ماتیکا و یوسف داودی، که در سال ۲۰۲۳ منتشر خواهد شد، داستان جانسون در مقابل جفریس را روایت می‌کند که با فلاش‌بک‌هایی به دوران جوانی جانسون درگیر مبارزه می‌شود.[۸]

## درگذشت
در ۱۰ ژوئن ۱۹۴۶، جانسون و یکی از دوستانش وارد یک غذاخوری شدن. زمانی که غذاخوری از پذیرایی از او امتناع کرد، جانسون با عصبانیت با دوستش از آنجا دور شد. و خودرو آنها در بزرگراه ۱ ایالات متحده در نزدیکی فرانکلینتون، کارولینای شمالی با یک تیر تلگراف برخورد کرد. در حالی که دوستش از تصادف جان سالم به در برد، جانسون دچار جراحات مهلک شد و اواخر همان روز در بیمارستان سنت اگنس در رالی، کارولینای شمالی، که محل حادثه بود، جان باخت. جانسون در گورستان گریسلند در شیکاگو در کنار همسر اولش، اتا دوریا جانسون، که در سال ۱۹۱۲ خودکشی کرد، به خاک سپرده شد. قبر او در ابتدا بدون علامت بود، اما بعداً با یک سنگ قبر بزرگ که فقط روی آن نوشته شده بود «جانسون» مشخص شد. پس از اینکه کن برنز فیلمساز فیلمی در مورد زندگی جانسون در سال ۲۰۰۵ منتشر کرد، نشانگر جدیدی اضافه شد. سنگ قبر جدید و کوچکتر جانسون چنین است: «جک / جان آ. جانسون. ۱۸۷۸–۱۹۴۶. اولین قهرمان سیاه‌پوست سنگین‌وزن جهان.» امضای جانسون در پشت سنگ است.

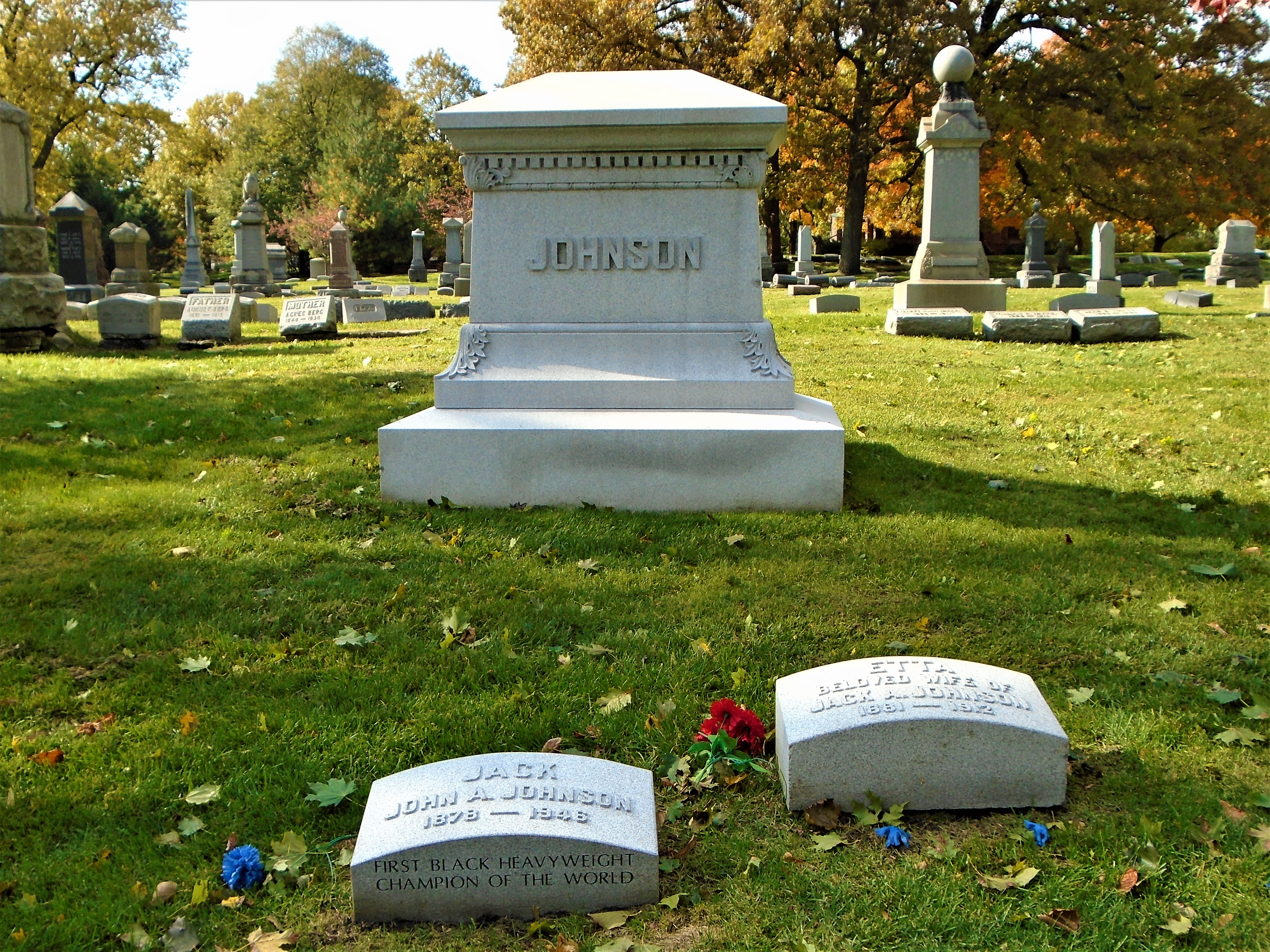
تصویر قبر جانسون و همسرش